# Łukasz Rusznica
Łukasz Rusznica (ur. 1980) – polski fotograf, kurator wystaw.

## Życiorys
Jest absolwentem kulturoznawstwa na Uniwersytecie Wrocławskim. Jest laureatem Fotograficznej Publikacji Roku 2019 – zdobywcą Nagrody im. Krzyśka Makowskiego – za książkę fotograficzną Subterranean river, laureatem nagrody Warto (2015) oraz the Griffin Art Space Prize – Lubicz 2017. Książka How to Look Natural in Photos (współautorka Beata Bartecka) znalazła się w finale nagrody The Rencontres d’Arles Book Awards w 2021. W 2020 został stypendystą Ministra Kultury i Dziedzictwa Narodowego oraz stypendystą prezydenta Wrocławia. W 2016 był uczestnikiem projektu European Eyes on Japan. 
Jego prace były pokazywane w galeriach i instytucjach jak: Miesiąc Fotografii w Krakowie, BWA Wrocław, TIFF Festival, Galeria Raster, Muzeum Współczesne Wrocław, Muzeum Pana Tadeusza, Muzeum Sztuki w Łodzi, Haus am Lützowplatz w Berlinie, Maison de la Photographie w Lille. 
Jako kurator pracował z takimi artystami jak: Franek Ammer, Zdzisław Dados, Dominika Gęsicka, Lena Dobrowolska i Teo Ormond-Skeaping, Karol Grygoruk, Michał Łuczak, Lola Paprocka i Pani Paul, Anna Orłowska, Paweł Starzec, Tomasz Tyndyk, Léonie Young.
Prowadzi galerię fotograficzną Miejsce przy Miejscu 14 we Wrocławiu. W 2021 roku był dyrektorem programowym TIFF Festival we Wrocławiu. 

## Książki
- Fajnie by się temu przyjrzeć. Projekt Elpewicz (2009)
- Smog (Miligram 2010)
- Near, Infra (2011)
- The most important I do not tell you at all / Najważniejszego i tak Wam nie powiem (Miligram 2013)
- Toskana (2015)
- European Eyes on Japan / Sometimes the border is thin (2016)
- Subterranean river (Fundacja Sztuk Wizualnych, Palm Studios 2018)
- How to Look Natural in Photos (współautorka: Beata Bartecka; Ośrodek Postaw Twórczych i Palm Studios 2020)